# Samuel Felsted
Samuel Felsted (Kingston (Jamaïque), 1743 – Kingston, 29 mars 1802) est le premier compositeur classique des Caraïbes. Oublié pendant plus de cent-cinquante ans, il est redécouvert et joué depuis le début des années 1970.

## Biographie
Samuel Felsted naît dans une famille, probablement originaire de Felsted, village anglais de l'Essex. Son père, William Felsted exerce la profession de marchand. Il est déjà présent en Jamaïque dans les années 1730 et se fixe à Boston où il avait son échoppe depuis 1736. Il se marie avec Joyce, née Waever, rencontrée à Boston et épousée à Philadelphie en 1741. L'année suivante, ils immigrent en Jamaïque.
Son père est musicien : il tient l'orgue de Saint-Andrew dans les années 1760. C'est donc lui qui transmet à son fils les rudiments de la musique, ainsi que l'organiste Daniel DeLuskie, qui exerce pendant 41 ans à Parish Church. Samuel Felsted pratique aussi la poésie et la peinture et développe son goût pour sciences naturelles et particulièrement la botanique. On conserve de lui une peinture d'une résidence de Kington,. La première mention de Samuel Felsted est faite dans le registre des baptêmes le 20 novembre 1763, ce qui signale son appartenance aux anabaptistes. Il a un frère chirurgien, John (mort en 1789) et des sœurs Sarah et Mary (baptisées le 21 août 1768, à 18 et 22 ans respectivement).
Il épouse Maria Lawrence (Margaret Mary) en 1770, fille de Richard Lawrence (ou Laurence), un planteur. Ils ont huit enfants, majoritairement morts jeunes et dont un seul fils. Christina et James Lawrence, deviennent organistes à St Andrew's Parish Church.
En 1771, Samuel se rend à Philadelphie et est admis à la toute nouvelle American Philosophical Society, dont Benjamin Franklin est un des membres le plus notable. Il y envoie des papillons jamaïcains.
Un contemporain, James Smith, juge en Jamaïque, le décrit ainsi dans une lettre de recommandation à la société de Philadelphie : 
| « Mr. Samuel Felsted, an ingenious young Gentleman of good reputation in this Town applied to me for an introduction to the members of your newly established Society, expressing a great desire to become a correspondent; being long convinced of his merit in the three Sister Sciences: Poetry, Painting and Music for which he has natural genius. His education has been rather confined, but by great industry and force of native genius, he has recommended himself to the wise and learned of this island. » |  |  | « M. Samuel Felsted, un jeune gentilhomme ingénieux de bonne réputation dans cette ville, m'a demandé une introduction aux membres de votre Société nouvellement établie, exprimant un grand désir d'en devenir correspondant ; nous sommes de longtemps convaincu de son mérite dans les trois sciences sœurs : la poésie, la peinture et la musique pour lesquelles il a un génie naturel. Son éducation a été plutôt confinée, mais par la grande industrie et la force du génie indigène, il s'est recommandé aux sages et a appris de cette île. » |

Peu avant son édition à Londres en 1775 (grâce à 243 souscripteurs), Felsted donne son oratorio, Jonah, considéré aujourd'hui comme le premier du Nouveau Monde. L'œuvre, à l'effectif réduit, est plus destinée à une exécution au sein de l'église, qu'à l'intention de la scène du concert. Aucune trace écrite détaillant la création ne subsiste. En revanche Jonah est redonné à New York (1788, 1789 et 1802) et à Boston, prévue pour la venue de George Washington en octobre, mais en raison d'une épidémie de grippe et la défection de plusieurs chanteurs, la prestation avait été différée et donnée le 2 décembre 1789,, sans la présence du président. Après 1802, il n'y a plus aucune mention d'interprétation. La partition porte la dédicace « à Mme John Dalling », épouse du lieutenant-gouverneur, que Felsted admirait pour ses capacités musicales et où Felsted précise modestement qu'il s'agit de sa première composition...
En 1783, il est nommé organiste de Parish Church de Saint Andrew à Kingston, alors qu'est installé un orgue à trois claviers de Samuel Green de Londres.
Il est aussi l'inventeur d'une éolienne destinée aux sucreries de Jamaïque, première activité de l'île à l'époque.
Samuel Felsted est enterré à Kingston, le 29 mars 1802.

## Œuvres

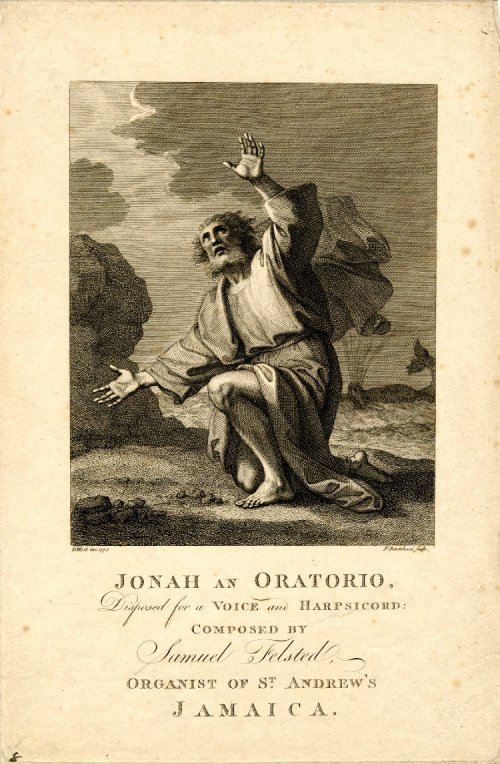
Page de titre de Jonah (1775) de Samuel Felsted. Gravure de F. Bartolozzi, d'après Benjamin West.

Les œuvres conservées de Samuel Felsted se limitent à celles publiées : l'oratorio Jonah, publié à Londres en 1775 et une série de six Organ Voluntaries, retrouvés à Bristol. Elles ont été redécouverte par sœur Mary Dominic Ray, en 1969.
- Jonah : an oratorio, disposed for a voice and harpsichord, (c. 1773[12] ; éd. Londres Longman, Lukey & Broderip, gravure de F. Bartolozzi, 1775) livret de Samuel Felsted[13], d'après la Bible. (OCLC 22744499)
- Six Voluntarys for the Organ or Harpsichord (Londres, entre 1793 et 1795)
  1. en sol mineur
  2. en si-bémol majeur — I. Largo ; II. Allegro (fugue)

## Discographie
- Jonah - George Livings, Jonathan Riggs, ténors ; William Whitehead, orgue ; Chœur The Catskill Choral Society, dir. Thurston Dox (1983, LP Musical Heritage Society MHS 4870L) (OCLC 956744308)
- Jonah - Edward Cumberbatch, ténor ; Curtis MacDonald, contre-ténor ; Motettenchor Speyer et Convivium Musicale, dir. Marie Theres Brand (concert, 4 novembre 2001, Cavalli Records CCD 416) (OCLC 314332260)